# IEEE Інтернет-премія
IEEE Інтернет-премія (англ. IEEE Internet Award) — інженерна нагорода від Інституту інженерів з електротехніки та електроніки (IEEE), що була заснована у червні 1999 року. Станом на 2024 рік нагорода фінансується компанією Google (перед тим спонсором виступала Nokia Corporation). Нагороду можна присуджувати щорічно одній або максимум трьом особам за винятковий внесок у розвиток Інтернет-технологій для мережевої архітектури, мобільності та/або програм кінцевого використання. Лауреати отримують бронзову медаль, грамоту та гонорар.

## Лауреати
Список лауреатів нагороди:
- 2000 — Пол Берен, Дональд Девіс[en], Леонард Кляйнрок і Ларрі Робертс[en] (за комутацію пакетів)[ком 1]
- 2001 — Луї Пузен[en] (за дейтаграми)[ком 2]
- 2002 — Стів Крокер[en] (за підхід, що забезпечив еволюцію Інтернет-протоколів)
- 2003 — Пол Мокапетріс[en] (за систему доменних імен (DNS); Мокапетрісом конкретно згадується заслуга Джона Постела[en], який помер і тому не міг отримати нагороду за свою роботу щодо DNS)
- 2004 — Рей Томлінсон і Девід Крокер (англ. David H. Crocker)[12] (за мережеву електронну пошту — email)
- 2005 — Саллі Флойд[en] (за внесок у контроль перевантаження мережі[en], моделювання трафіку та активне керування чергами)
- 2006 — Скотт Шенкер[en] (за внесок у дослідження спільного використання ресурсів)
- 2007 — не присуджувалась
- 2008 — Майк Бречіа (англ. Mike Brecia), Джінні Треверс (англ. Ginny Travers) і Боб Хінден (англ. Bob Hinden) (за перші IP-маршрутизатори)
- 2009 — Lixia Zhang[en] (за інтернет-архітектуру і моделювання)
- 2010 — Стів Дірінг[en] (за  IP multicasting[en] (групове розсилання) і IPv6)
- 2011 — Джун Мурай[en] (за лідерство в розвитку глобальної мережі Інтернет, особливо в Азії)
- 2012 — Марк Гандлі[en] (за винятковий внесок у розвиток Інтернет-технологій для мережевої архітектури, мобільності та/або програм кінцевого використання)
- 2013 — Девід Леннокс Міллс[en] (за значиме лідерство та постійний внесок у дослідження, розробку, стандартизацію і розгортання якісних можливостей синхронізації часу в Інтернеті)
- 2014 — Джон Кроукрофт[en] (за внесок у дослідження та викладання Інтернет-протоколів, включаючи багатоадресну передачу, транспорт, якість обслуговування, безпеку, мобільність та опортуністичні мережі)
- 2015 — Кімберлі Клаффі[en] і Верн Пакссон[en] (за фундаментальний внесок у сферу вимірювання Інтернету, включаючи безпеку та аналіз мережевих даних, а також за видатне лідерство в Інтернет-спільноті та надання їй послуг шляхом надання даних та інструментів відкритого доступу)
- 2016 — Геннінг Шульцрінне[en] (за значний внесок у розробку та стандартизацію мультимедійних Інтернет-протоколів і програм)[13]
- 2017 — Дебора Естрін (за формуючий внесок і лідерство в Інтернет-маршрутизації та в техніках і додатках мобільного зондування, від моніторингу навколишнього середовища до особистого здоров'я та здоров'я громади)[14]
- 2018 — Рамеш Говіндан[en] (за постійний внесок у динамічний аналіз Інтернету (протоколи, топології, конфігурації) та Інтернет речей (сенсорні мережі))[15]
- 2019 — Дженніфер Рексфорд[en] (за фундаментальний внесок у програмування, стабільність і продуктивність великих комп'ютерних мереж і лідерство в мережевому співтоваристві)[16]
- 2020 — Стівен Каснер (англ. Stephen Casner) і Ів Скулер[en] (за внесок у мультимедійні стандарти та протоколи Інтернету)
- 2021 — не присуджувалась
- 2022 — не присуджувалась
- 2023 — Ієн Фостер[en] і Карл Кессельманн[en] (за внесок у розробку, розгортання та застосування практичних глобальних обчислювальних платформ Інтернет-масштабу)
- 2024 — Волтер Віллінгер (англ. Walter Willinger) (за внесок у фундаментальне розуміння Інтернет-трафіку та топології)[17].